# Würzburger Brygosschale
Die Würzburger Brygosschale ist eine attisch-rotfigurige Trinkschale (Kylix) aus der Zeit um 480 v. Chr. Sie wurde vom Töpfer Brygos hergestellt und von dem nach diesem benannten, eventuell mit ihm identischen Brygos-Maler verziert. Sie zeigt einige der bekanntesten Bilder der antiken Vasenmalerei.

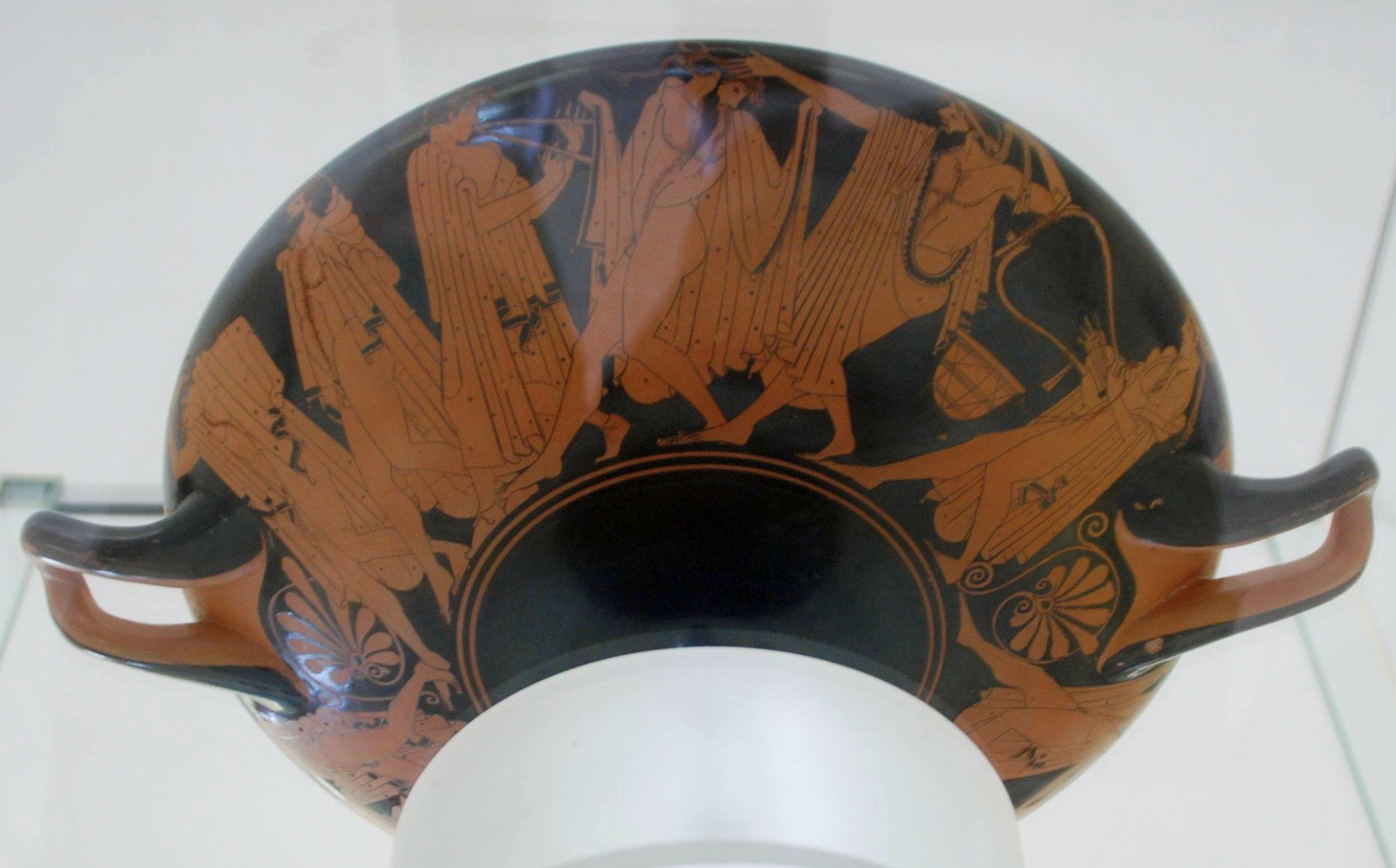
Außenseite der Würzburger Brygosschale: Komasten beim Umzug, links der Barbitonspieler, Mitte rechts der Auslosspieler

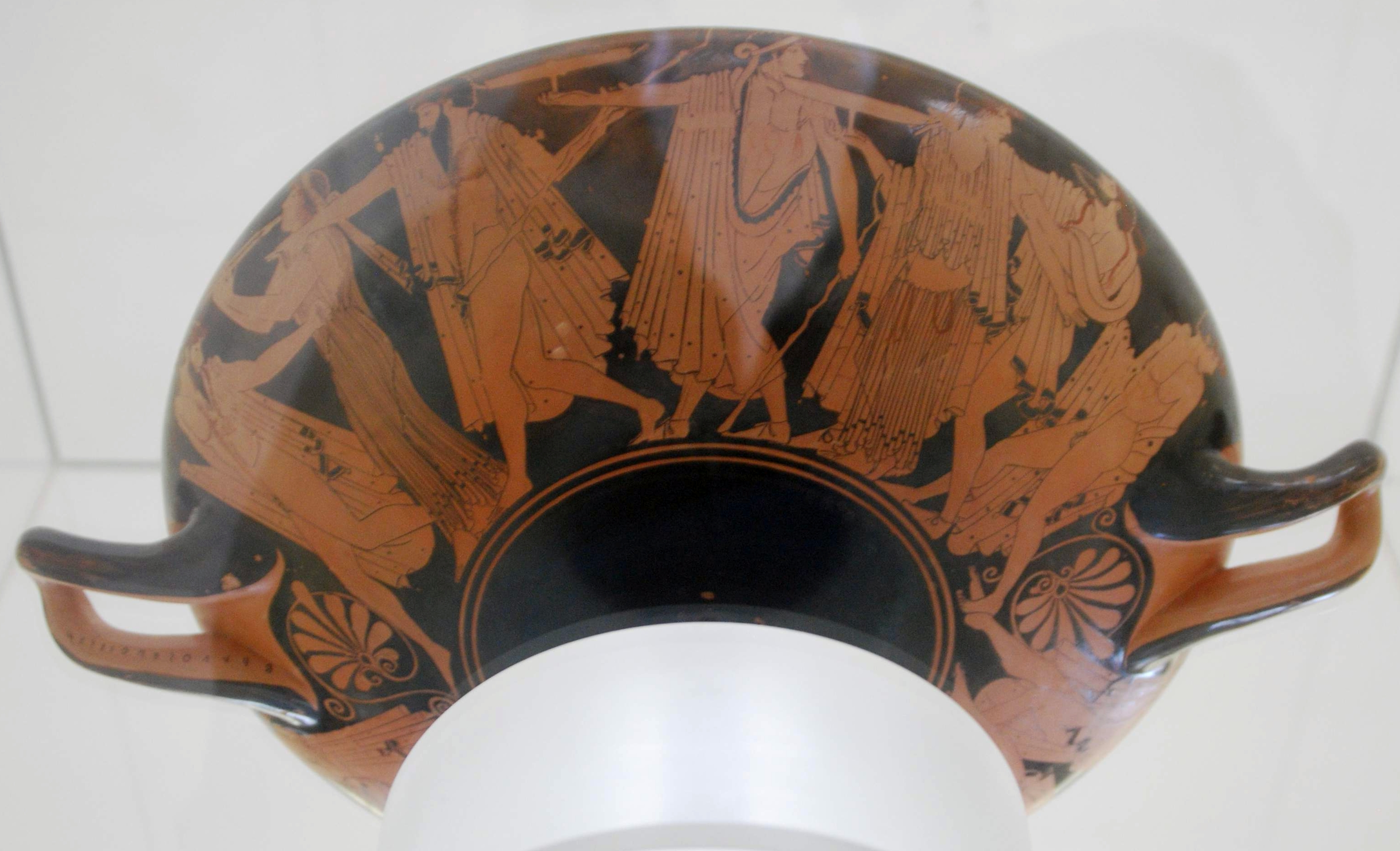
Außenseite der Würzburger Brygosschale: Komasten beim Umzug

Abgesehen von einem Bruch am Stiel ist die Schale intakt erhalten. Sie ist ein besonders gelungenes Werk des Typus B, der mehr als einhundert Jahre Leitform in der attischen Schalenproduktion war. Die Konturen des Gefäßes sind vom Fuß bis zum Beckenrand formvollendet ausgearbeitet. An der tongrundig belassenen Innenseite des linken Henkels hat der Töpfer Brygos in zierlichen Buchstaben seine Signatur hinterlassen: Brygos epoiesen, Brygos hat es gemacht. Die Schale hat eine Höhe von 14 Zentimetern und einen Durchmesser von 32,2 Zentimetern. Früher gehörte sie zur Sammlung Feoli, heute befindet sie sich in der Antikensammlung des Martin von Wagner Museums in Würzburg und hat dort die Inventarnummer HA 428 (= L 479).

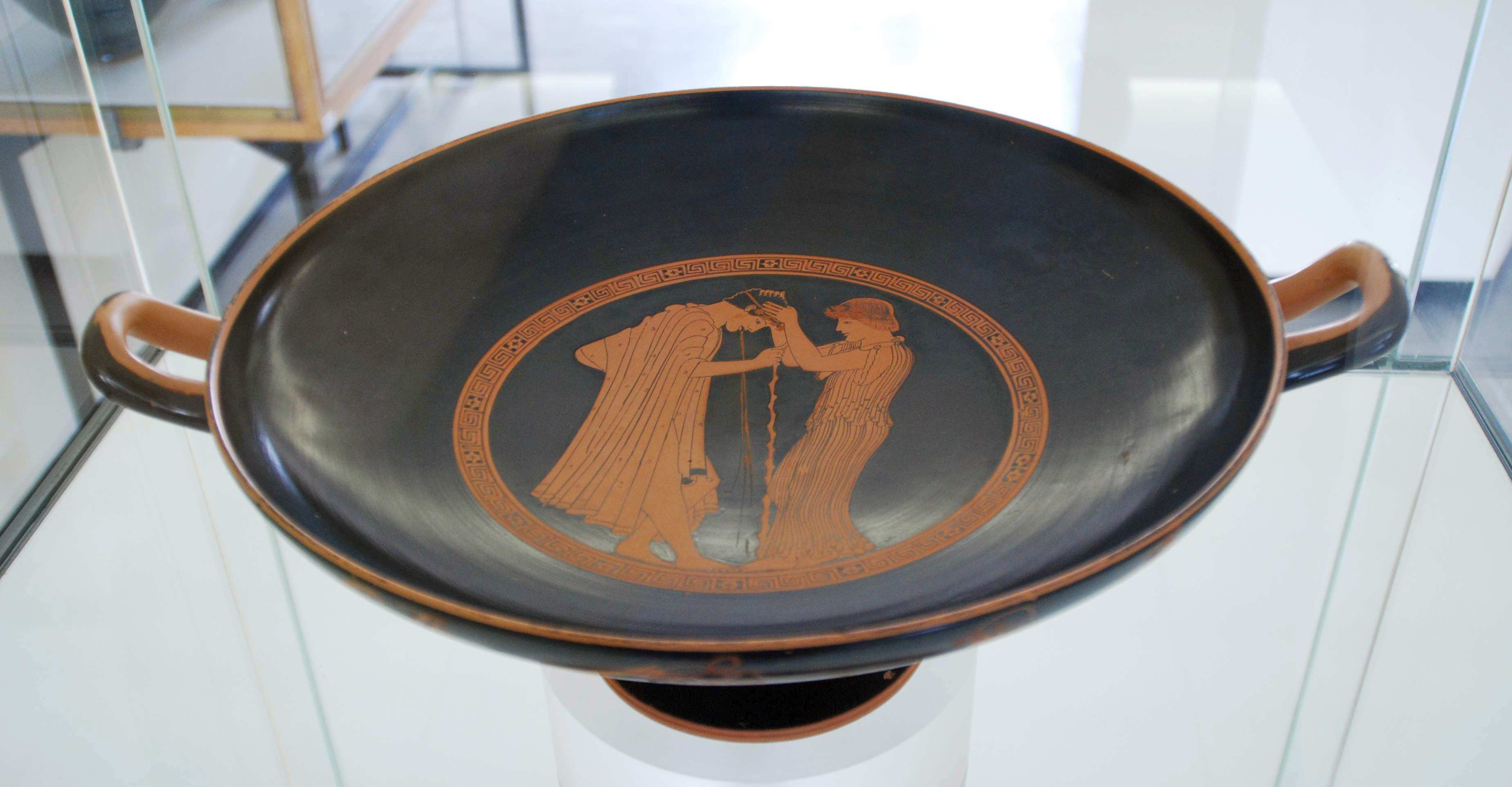
Innenseite mit der Erbrechenszene

In der Forschung ist umstritten, ob es sich beim Vasenmaler und dem Töpfer um dieselbe Person handelt. Deshalb wurde der Maler von John D. Beazley mit dem Notnamen Brygos-Maler bedacht. Auch er zeigt wie schon der Töpfer sein ganzes Können. Das Innenbild (Tondo) stellt einen jungen Teilnehmer eines Symposions dar, der sich nach vorheriger Völlerei erbricht. Ihm hält hilfreich und fürsorglich eine blonde Frau den Kopf. Da bei solchen Festen im Allgemeinen nur Prostituierte anwesend waren, muss es sich um eine Hetäre handeln. Beide Personen sind bekränzt dargestellt. Der Jüngling stützt sich zudem auf seinen Gehstock, der als Zeichen der Muße gilt. Möglicherweise handelt es sich um einen jungen Aristokraten. Das Bild ist von einem Mäander umrandet. Derartige Erleichterungen waren nichts Ungewöhnliches und gehörten zu solchen Gelagen. Anders als heute in der westlichen Welt nahm in der Antike niemand Anstoß an einer solchen Szene. Die Außenseite zeigt einen Umzug (Komos), der ausgelassen am Ende eines Symposiums durchgeführt wurde. Die zum Teil nackten, zum Teil nur mit einem Chlamys (Mantel) bekleideten Komasten sind mit Weinlaub bekränzt, die Mäntel sind mit den für den Brygos-Maler typischen Punkten versehen. Einer der Zecher spielt den Aulos, die Doppelflöte, ein weiterer den Barbiton, ein harfenähnliches Instrument. Die Teilnehmer des Umzugs bewegen sich mit federnden Schritten fort. Einige Details, etwa die Stirnbänder und die Weinkränze, sind mit roter Deckfarbe aufgemalt. Vor allem das Tondobild und der Barbitonspieler sind häufig reproduzierte Bildwerke in der einschlägigen Literatur und anderen Medien.

## Belege
1. ↑  So verwendet beispielsweise die Website zur Musikarchaeologie ebenso wie die Website zur Sonderausstellung  Musik und Tanz im alten Griechenland (Memento vom 29. April 2012 im Internet Archive) den Barbitonspieler als Symbolbild, auch John Boardmans Handbuch Rotfigurige Vasen in Athen. Die archaische Zeit (Mainz 1981) zeigt dieses Bild auf dem Schutzumschlag.